# Sapucaia (Rio de Janeiro)
Sapucaia is een gemeente in de Braziliaanse deelstaat Rio de Janeiro. De gemeente telt 17.352 inwoners (schatting 2009).

## Aangrenzende gemeenten
De gemeente grenst aan Carmo, São José do Vale do Rio Preto, Sumidouro, Três Rios, Além Paraíba (MG) en Chiador (MG).